# Barma (cràter)
Barma és un cràter d'impacte en el planeta Mercuri de 123 km de diàmetre. Porta el nom de l'arquitecte rus Ivan Barma (Иван Барма), i el seu nom va ser aprovat per la Unió Astronòmica Internacional el 1982.